# Gilbert Dupé
 (mai 2017).
Si vous disposez d'ouvrages ou d'articles de référence ou si vous connaissez des sites web de qualité traitant du thème abordé ici, merci de compléter l'article en donnant les références utiles à sa vérifiabilité et en les liant à la section « Notes et références ».
Gilbert Dupé, né à Nantes le 30 août 1900 et mort à Cannes le 19 juillet 1986, est un écrivain, directeur de théâtre et régisseur français. Il a été marié à l'actrice Lucienne Laurence, qui interprète le rôle de Marie dans La Ferme du pendu de Jean Dréville.

## Biographie
Gilbert Dupé a écrit surtout des romans régionalistes. Sept de ses livres ont été adaptés à l'écran.
De 1944 à 1973, il est directeur-adjoint puis directeur du Théâtre des Nouveautés à Paris.

## Œuvres publiées
- 1939 : Ce qu'il faut savoir pour diriger un cinéma, avec préface de Louis Lumière (éd. Omnium ciné)
- 1941 : La Foire aux femmes (éd. Denoël) ; « édition définitive », illustrée par Goetz, en 1945 ; traduction allemande en 1953
- 1943 : La Figure de proue (éd. Denoël)
- 7 mai 1943 : Les Voisins, nouvelle inédite parue dans Je suis partout[2]
- 1944 : La Ferme du pendu (éd. Denoël)
- 1945 : Contes de ma bourrine (éd. Denoël & Maréchal)
- 1946 : Le Bateau à soupe, roman (éd. de La Table Ronde) pour lequel il avait reçu le prix de La Nouvelle France le 12 juillet 1944 ; ce prix qui disparut après la Libération avait été attribué à Dupé parmi cinq manuscrits ; compte tenu des circonstances, le livre ne fut publié qu'en 1946 (réédition en 2003)
- 1946 : Le Village perdu (réédition Marabout en 1954)
- 1946 : Chevauchée romantique. La duchesse de Berry (éd. de la Table ronde)
- 1946 : Pique la baleine, roman jeunesse
- 1946 : Les Sourciers de l'or noir, roman jeunesse
- 1947 : La Route d'Honolulu, roman jeunesse (éd. Denoël)
- 1948 : La Mal aimée (éd. de la Table ronde)
- 1949 : Le Lit à deux places (éd. Wapler)
- 1950 : Les Mauvents (éd. Denoël)
- 1952 : La Barque de nuit (éd. de La Table Ronde)
- 1954 : Le Droit du seigneur (éd. Calmann-Lévy, nouvelle collection Labiche)
- 1955 : Le Château aventureux (éd. Calmann-Lévy) ; traduction allemande
- 1958 : Les mal mariés célèbres (éd. Jeheber)
- 1958 : Don Carlos le Prince fou (éd. Brépols)
- 1958 : Guide de l'exploitant de salle de cinéma ; avec J.-C. Dupé (éd. Contact)
- 1970 : Les Belles Inutiles (éd. Roger Maria - le Pavillon)
- 1970 : La Sexualité insolite
- 1971 : Les Démons de l'aube (éd. Galliera)
- 1978 : Plaidoyer pour les maudits (éd. Alain Lefeuvre)
- 1979 : L'Énigme de la fusarella
- 1980 : La Sexualité et l'érotisme dans les religions (éd. A. Lefeuvre)

## Œuvres adaptées au cinéma
- 1945 : La Ferme du pendu, réalisé par Jean Dréville - avec Charles Vanel et Bourvil (qui interprète Les Crayons)
- 1947 : Le Bateau à soupe, réalisé par Maurice Gleize - avec Charles Vanel et Lucienne Laurence (épouse de Dupé de 1942 à 1949)
- 1947 : Le Village perdu, réalisé par Christian Stengel - avec Gaby Morlay et Lucienne Laurence
- 1948 : La Figure de proue, réalisé par Christian Stengel - avec Georges Marchal et Madeleine Sologne
- 1949 : Rendez-vous avec la chance (d'après Le Lit à deux places) - avec Jean Brochard, Dora Doll, Louis de Funès
- 1952 : Tempête sur les Mauvents, réalisé par Gilbert Dupé - avec Charles Vanel
- 1956 : La Foire aux femmes, réalisé par Jean Stelli